# 1081
Високе Середньовіччя •  Золота доба ісламу •  Реконкіста •  Київська Русь

## Геополітична ситуація
Візантію очолив Олексій I Комнін. Генріх IV є королем Німеччини, а Філіп I — королем Франції.
Апеннінський півострів розділений між численними державами: північ належить Священній Римській імперії, середню частину займає Папська область, південна частина півострова окупована норманами. Деякі міста півночі: Венеція, Генуя, мають статус міст-республік.
Південь Піренейського півострова займають численні емірати, що утворилися після розпаду Кордовського халіфату. Північну частину півострова займають християнські Кастилія, Леон (Астурія, Галісія), Наварра, Арагон та Барселона. Вільгельм Завойовник є королем Англії, Олаф III — королем Норвегії, а Кнуд IV Святий — Данії.
У Київській Русі княжить Всеволод Ярославич, а у Польщі Владислав I Герман. Хорватію очолює Дмитар Звонімир. На чолі королівства Угорщина стоїть Ласло I.
Аббасидський халіфат очолює аль-Муктаді під патронатом сельджуків, які окупували Персію, в Єгипті владу утримують Фатіміди, у Магрибі панують Альморавіди, у Середній Азії правлять Караханіди, Газневіди втримують частину Індії. У Китаї продовжується правління династії Сун. Значною державою в Індії є Чола. В Японії триває період Хей'ан.

## Події
- Давид Ігорович та Володар Ростиславич захопили Тмутаракань.
- 4 квітня, після повалення імператора Никифора III Вотаніата, на візантійський престол зійшов Олексій I Комнін, засновник нової монаршої династії Комнінів.
- Папа римський Григорій VII відлучив Олексія Комніна від церкви.
- Німецький король Генріх IV розпочав свій другий похід в Італію. Він захопив Флоренцію і взяв в облогу Рим, проте змушений був відступити. Намагаючись заручитися підтримкою італійських міст у боротьбі проти папи, він дарує їм привілеї, зокрема обіцяє не призначати нового герцога Тоскани без згоди Пізи.
- Знать Швабії та Саксонії обрала і коронувала нового римського короля на противагу Генріху IV — Германна із Зальма.
- Нормани з півдня Італії на чолі з Робертом Гвіскаром вторглися на Балканський півострів. Попри допомогу Венеції візантійські війська зазнали поразки під Дирахієм.
- Олексій I Комнін досяг угоди з Сулейманом ібн Кутулмишем, за якою сельджукід встановив у Нікеї столицю своєї держави.
- Чака-бей захопив Смірну і, спираючись на флот із візантійських моряків, почав розбишакувати в Середземному морі
- Правителем Дуклі став Костянтин Бодін.

## Померли
- 22 березня Болеслав II Сміливий — польський князь (1058–1076) і король (1076–1079), представник династії П'ястів.